# Багси Мэлоун
«Ба́гси Мэло́ун» (англ. Bugsy Malone) — английский мюзикл-пародия на тему гангстерского Чикаго 1930-х годов, поставленный режиссёром Аланом Паркером. Все роли, в том числе гангстеров и их подружек, исполняют дети, а убийства совершаются из крем-автоматов кремом для тортов.
Исполнители главных ролей — юные Джоди Фостер и Скотт Байо.

## Сюжет
Забудьте про Бонни и Клайда, Аль Капоне и Джона Диллинджера, могущественных хозяев довоенной Америки! Перед вами захватывающая история отчаянного гангстера и блистательного ухажёра Багси Мэлоуна: рассказанная детьми! 1929 год. На улицах Нью-Йорка не прекращаются разборки двух мафиозных боссов, коварного Толстого Сэма и пронырливого Денди Дэна. Боевики безжалостно закидывают друг друга кремовыми тортами, и до недавнего времени их силы были равны, но теперь Толстый Сэм в ужасе: у его конкурентов появилось новое оружие — скорострельные автоматы, начинённые взбитыми сливками! Не желая сдаваться, он поручает бесстрашному Багси Мэлоуну любой ценой добыть эти супер-пушки. Багси готов рискнуть, ведь он знает — от него зависит исход войны двух крутых кланов, а Толстый Сэм не любит, когда его разочаровывают. Этот легендарный гангстерский комедийный мюзикл, ставший первым фильмом двукратного номинанта на «Оскар».
Багси Мелоун, полуитальянец, полуирландец, пока не занимает в иерархии гангстеров высокого положения. Но, повстречав Блаузи Браун, мечтающую сделать карьеру актрисы и певицы, он не только бескорыстно помогает ей пробиться, но и сам, благодаря хватке и уму, делает головокружительный взлёт. Смешная, очень нежная и чуть меланхоличная музыкальная пародия на гангстерские ленты времен сухого закона. Всех героев — грозных боссов мафии, их элегантных любовниц, личных шоферов, официантов и остальных — играют… дети. И автоматы в этой веселой музыкальной комедии стреляют не пулями, а кремом.

## В ролях
| Актёр          | Роль         |
| -------------- | ------------ |
| Джоди Фостер   | Таллула      |
| Скотт Байо     | Багси Мэлоун |
| Флорри Даггер  | Блаузи Браун |
| Джон Кассизи   | Толстяк Сэм  |
| Мартин Лев     | Денди Дэн    |
| Бонни Лэнгфорд | Лена Марелли |
| Пол Мерфи      | Лерой Смит   |

## Награды
- 2 номинации на «Оскар» — за лучшее музыкальное и художественное оформление.
- 5 призов киноакадемии Великобритании BAFTA: сценарий, художник, саундтрек, два приза Джоди Фостер, 3 номинации.
- 3 номинации на «Золотой глобус» — за фильм и звуковую дорожку к нему.
- Номинация на Каннском фестивале за лучший фильм.

## Песни
- «Bugsy Malone»
- «Fat Sam’s Grand Slam»
- «Tomorrow»
- «Bad Guys»
- «I’m Feeling Fine»
- «My Name is Tallulah»
- «So You Want to Be a Boxer»
- «Ordinary Fool»
- «Down and Out»
- «You Give a Little Love»
- «That’s Why They Call Me Dandy»
- «Show Biz»
- «We Could Have Been Anything» («That We Wanted To Be»)